# Platymops setiger
Platymops setiger — вид кажанів родини молосових.

## Середовище проживання
Це маловідома Східній Африці вид присутній в Кенії, південно-західній Ефіопії, південно-східному Судані й, можливо, присутній в сусідніх Уганді, хоча це повинно бути підтверджено. Він був записаний на висотах до 2000 м над рівнем моря.

## Морфологія
Морфометрія. Довжина голови й тіла: 50—60 мм, хвіст: 22—36 мм, передпліччя: 29—36 мм.
Опис. Невеликий, чубатий мішочок присутній на горлі в обох статей. Цей рід нагадує деякі види Tadarida за зовнішнім виглядом, але в Plalymops череп плоский, тому глибина черепної коробки дорівнює лише близько третини її ширини. Вуха є окремими. 

## Стиль життя
Platymops, здається, не стадні. Зазвичай від 1 до 5 особин знаходять притулок під каменями і плитами, плоский череп є адаптацією для ховання в тріщинах. Особини були помічені над невеликими постійними водно-болотними угіддями в швидкому блукаючому польоті на висоті дев'яти метрів і менше. Кажани з'явилися, коли було майже темно, і годувалися невеликими жуками.